# Osteoglossum
Az Osteoglossum a sugarasúszójú halak (Actinopterygii) osztályának elefánthalak (Osteoglossiformes) rendjébe, ezen belül a csontosnyelvűek (Osteoglossidae) családjába tartozó nem.
Családjának a típusneme.

## Rendszerezés
A nembe az alábbi két faj tartozik:
- arawana (Osteoglossum bicirrhosum) (Cuvier, 1829)
- Osteoglossum ferreirai Kanazawa, 1966